# Ludovic Balland
Ludovic Balland (* 1973 in Genf) ist ein Schweizer Grafikdesigner.

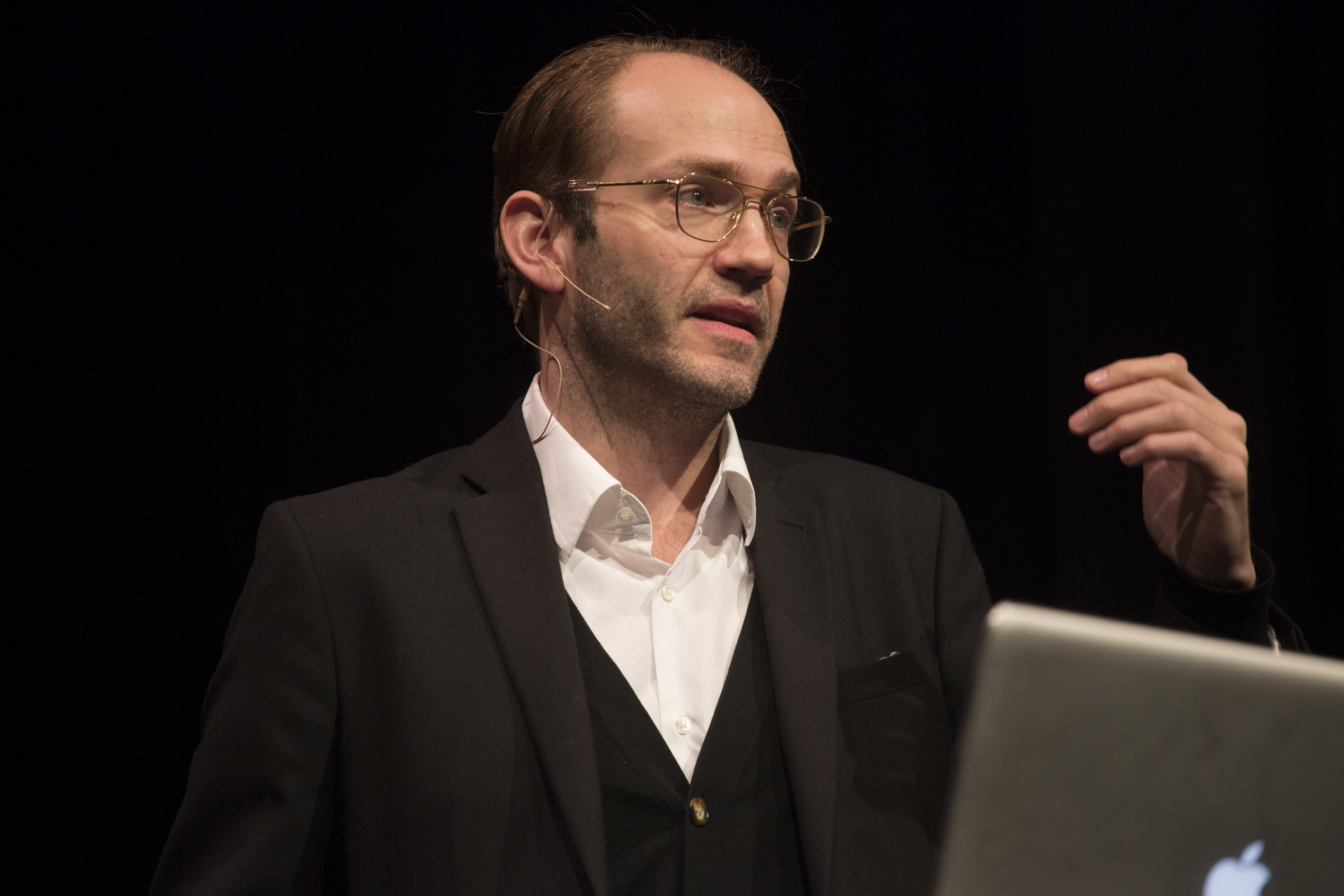
Ludovic Balland

## Werdegang
Ludovic Balland unterrichtete von 2003 bis 2014 an der École cantonale d'art de Lausanne (ECAL). Er leitete einen Kurs für typografische Komposition und Editorial Design, betreute mehrere Diplomarbeiten und beteiligte sich am Unterricht im Masterstudiengang Art Direction.
Im Jahr 2008 wurde er für ein Jahr zum Gastprofessor an der Bauhaus-Universität Weimar im Fachbereich Visuelle Kommunikation ernannt.
Balland gab eine Vielzahl von Workshops an Designschulen in Europa und den USA und folgte damit der Unterrichtstradition, die er von seinem Lehrer Wolfgang Weingart erhalten hatte. Er war unter anderem an der ABK – Staatliche Akademie der Bildenden Künste Stuttgart, an der Basler Abteilung Gestaltung und Kunst der Fachhochschule Nordwestschweig (FHNW), an der Staatlichen Hochschule für Gestaltung Karlsruhe (HfG), an der Universität der Künste Berlin, an der Hochschule für Künste Bremen (HFK Bremen), an der Ecole nationale supérieure des beaux-arts de Lyon und an der Bauhaus-Universität Weimar zu finden, sowie am California Institute of the Arts (Calarts) und am Otis College of Art and Design in Los Angeles.
2018 wurde Balland für sechs Jahre als Professor für Typografie an die Hochschule für Grafik und Buchkunst (HGB) in Leipzig berufen, die Professur wurde 2020 von der HGB gekündigt. Bereits im Voraus der Berufung habe es seitens der Studierenden Zweifel hinsichtlich seiner Integrität gegeben.

## Auszeichnungen und Preise
- 2003: Eidgenössischer Preis für Design (für verschiedene Plakate als The Remingtons, mit Jonas Voegeli)[15]
- 2001, 2004, 2008, 2010, 2015: Die schönsten Schweizer Bücher
- 2010: Certificate of Typographic Excellence (Type Directors Club in New York)
- 2011: Eidgenössischer Preis für Design (für Stadtkino Basel und Teaching Architecture)[16]
- 2012: Eidgenössischer Preis für Design (für Warschau im Umbau)[17]

## Bücher
- als Herausgeber: Buchner Bründler. Bauten II. Park Books, Zürich 2022. ISBN 978-3-03860-251-4
- Andreas Bründler, Daniel Buchner (Hg.): Buchner Bründler. Bauten. gta Verlag, Zürich 2014, (2. Auflage) ISBN 978-3-85676-297-1, mit Beiträgen von Philipp Esch, Hélène Grimaud, Mat Hennek, Tibor Joanelly, Andreas Ruby, Thomas Wüthrich und Caspar Zellweger und Fotografien von Iwan Baan, Mark Niedermann, Ruedi Walti und Dominique Marc Wehrli, Gestaltung: Ludovic Balland, Typography Cabinet
- Andreas Bründler, Daniel Buchner (Hg.): Buchner Bründler. Bauten. gta Verlag, Zürich 2012 mit Beiträgen von Philipp Esch, Hélène Grimaud, Mat Hennek, Tibor Joanelly, Andreas Ruby, Thomas Wüthrich, Caspar Zellweger und Fotografien von Iwan Baan, Mark Niedermann, Ruedi Walti und Dominique Marc Wehrli, Gestaltung: Ludovic Balland, Typography Cabinet
- Raphael Zuber (Hg.): Important Buildings. Istituto Svizzero di Roma, Kaleidoscope Press, Mailand 2010, ISBN 978-88-97185-01-7, Gestaltung: Ludovic Balland